# 下托阿

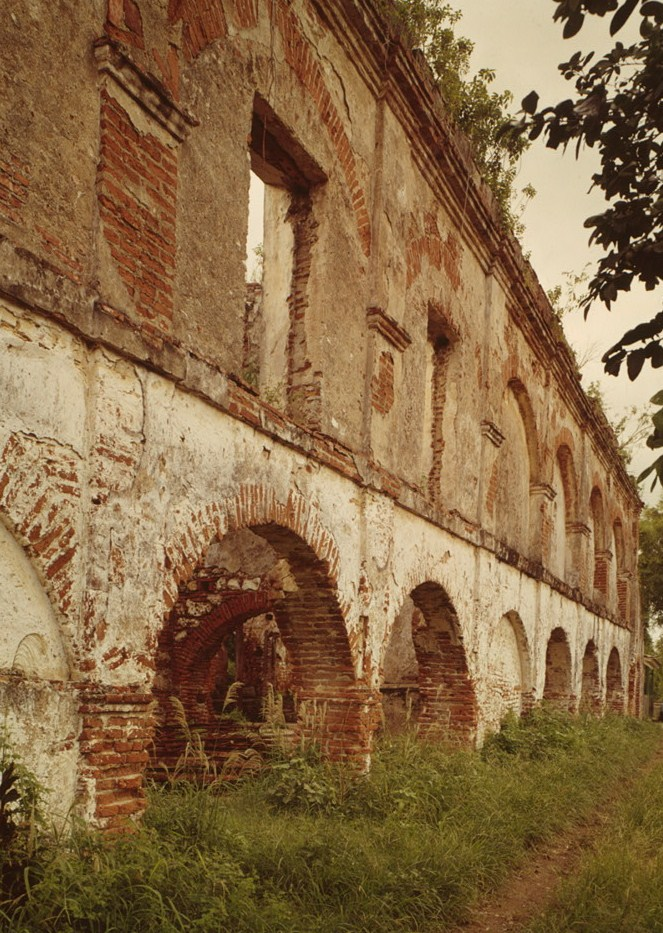

下托阿（西班牙語：Toa Baja）是波多黎各的城鎮，位於該島北部，始建於1745年，面積108平方公里，主要農產品有甘蔗和水果，2010年人口89,609，人口密度每平方公里2,100人。

## 外部連結
- Toa Baja and its barrios, United States Census Bureau
- City of Toa Baja（页面存档备份，存于）
- Toa Baja site on Puerto Rico portal[]